# Corona (Ruders)
Corona is een compositie voor symfonieorkest van Poul Ruders. Het werd het derde en laatste deel na Gong en Zenith van Ruders' Zontrilogie. Ruders beeld de corona als volgt uit: 
- een onbeweeglijk centraal akkoord beeldt het “zwarte gat” uit, alles wat wij niet zien door de zonsverduistering;
- de vrij technische en virtuoze muziek beeldt uit wat wij wel kunnen zien, materie die uitgeslingerd wordt en materie die weer opgezogen wordt door de zon.

De Zon trilogie is opgebouwd volgens een symfonisch gedicht in de tempi snel – langzaam – snel. Dat snel is een relatief begrip, want in dit slotdeel spelen de muziekinstrumenten die corona weergeven snel, de anderen langzaam. Het werk eindigt op een variatie van As majeur, het c mineurakkoord. De speelaanduidingen Sizzling – Piercing – Sizzling – Majestic.
De orkestratie:
- 3 dwarsfluiten, 3 hobo’s, 3 klarinetten, 3 fagotten
- 4 hoorns, 3 trompetten, 3 trombones, 1 tuba
- 5  man/vrouw percussie, 1 elektrische piano
- violen, altviolen, celli, contrabassen

## Discografie
- Uitgave Dacapo: Michael Schønwandt met het Odense Symfoniorkester, live-opname van de Zontrilogie op 6 tot en met 8 november 1996